# 吉祥寺 (大阪市天王寺区)
吉祥寺（きっしょうじ）は、大阪府大阪市天王寺区にある曹洞宗の寺院。山号は万松山。本尊は釈迦如来。
赤穂藩藩主浅野家の祈願所であり、赤穂浪士四十七士の墓と石像がある。12月14日に討ち入りがあったことから毎年12月第2日曜日に「義士祭」が行われる。

## 歴史
寺は寛永7年（1630年）に創建され、正徳元年（1711年）に再建された。
元文4年（1739年）には江戸の泉岳寺にさきがけて赤穂義士の墓が建立された。義士討入り当時の住職は赤穂の出身で、浅野長矩とも親交があったという。
寺は大正5年（1916年）、失火により全焼。大正14年（1925年）に再建されるが、昭和20年（1945年）、空襲により壊滅的被害を受け、赤穂浪士の墓を残して全焼した。

## 所在地
大阪府大阪市天王寺区六万体町1-20

## 近隣情報
- 四天王寺

## 交通アクセス
- 地下鉄谷町線四天王寺前夕陽ヶ丘駅から徒歩3分
- 近鉄大阪線大阪上本町駅から徒歩10分